# 永康 (大字)
永康，原稱為埔姜頭，是臺灣臺南市永康區的一個傳統地域名稱，也是全區行政中心所在地，位於該區中部，並向西南延伸且縮減至邊界。相較於今日行政區，其範圍大致包括龍埔里西北端及南端、埔園里不含東部北至中段、永康里西北大半部（永華路以西地區）、正強里、東橋里不含西北部、大橋里南部、五王里西北端、安康里東南端、六合里北北西端、西橋里南南東端。
本地區境內主要聚落為埔姜頭（永康）、小埤蔴園、大埤蔴園、石車，設有陸軍砲兵訓練指揮部、南大附中、臺南高工、永康國中、永康國小。

## 歷史
台灣日治初期，永康地區為一街庄，稱為「埔姜頭庄」（舊制街庄），隸屬於永康上中里。該庄昔日西及北與鹽行庄、蔦松庄為鄰，東與蜈蜞潭庄為鄰，東南邊為大灣庄，南邊為網藔庄，西南邊南側一小段及北側大部分分別與三份仔庄、六甲頂庄為界。
1901年（日治明治三十四年）11月11日，全台廢縣廳改設二十廳，該庄隸屬於臺南廳。1904年（明治三十七年）3月31日，該庄編入「永內區」，隸屬於臺南廳。1909年（明治四十二年）10月25日，全台合併二十廳為十二廳，永內區仍隸屬於臺南廳。1920年（大正九年）10月1日，全台地方制度大改正，廢十二廳改設五州二廳，該庄改制並改名為「永康」大字，隸屬於臺南州新豐郡永康庄（新制街庄）。
戰後永康庄改制為永康鄉，隸屬於臺南縣，大字亦改制為村。1950年（民國39年）10月25日，雲、嘉、南分治，永康鄉仍隸屬於臺南縣。1993年（民國82年）5月1日，永康鄉升格為永康市，村亦改制為里。2010年（民國99年）12月25日，臺南縣、市合併為直轄臺南市，永康市改制為永康區。

## 聚落
本地區發展較早的聚落為埔姜頭（永康）、小埤蔴園、大埤蔴園、石車、小橋（已消失），在日治初期的官方地圖上已有記載。

## 交通
台鐵縱貫線是台灣西部南北向鐵路幹線，經過本地區西北部邊界地帶，並設有永康車站。該站屬二等站，停靠部分自強號、莒光號，及全部區間快車、區間車；由此可前往台鐵沿線各站。
國道1號又稱「中山高速公路」，是貫穿台灣西部的兩條縱向高速公路之一，經過本地區中部，並在北部邊界外不遠處的省道台1線交會口設有永康交流道。由此可快速前往國道1號沿線各地。
省道台1線又稱「縱貫公路」，是臺北至楓港的傳統平面幹道，經過本地區極北點外緣及西南端。由該道路北行可前往新市區、善化區、官田區、六甲區等地，南行可前往東區/南區、仁德區、高雄市湖內區、路竹區等地。
省道台20線是臺南至德高的幹道，其中部分路段稱為「南橫公路」（目前並未全線通車），經過本地區南部邊界地帶西至中段及東南部，並經過埔姜頭（永康）聚落。由該道路西行可前往北區、中西區，並止於湯德章紀念公園圓環；東行可前往新化區、山上區南端、左鎮區、玉井區等地。
市道177號是蔦松至二行的道路，其北側端點位於本地區極北點外緣的省道台1線路口，由此南行會經過本地區東端暨埔姜頭（永康）聚落東側，可前往仁德區南部，並止於省道台1線另一路口。
區道南142線是三崁店至永康的道路，其南側端點（終點）位於本地區中東部永康市區的中山路路口，由此向西北會經過本地區的小埤蔴園、石車等聚落。
區道南145線是二王至四份子的道路，其北側端點（起點）位於本地區南部邊界地帶的省道台20線路口。

## 學校
- 陸軍砲兵訓練指揮部（軍事學校）
- 國立臺南大學附屬高級中學
- 國立臺南高級工業職業學校（南大半部）
- 臺南市立永康國民中學
- 臺南市永康區永康國民小學

## 公務機關
- 永康區公所
- 臺南市政府警察局永康分局永康派出所
- 臺南市政府消防局第五大隊暨大橋特搜消防分隊（南半部）
- 臺南市政府消防局第五大隊永康消防分隊